# Харьковский завод тракторных самоходных шасси
Харьковский завод тракторных самоходных шасси (ХЗТСШ; до 1966 года — Харьковский тракторосборочный завод) (укр. Харківський завод тракторних самохідних шасі) — советское, а затем украинское предприятие по производству самоходных тракторных шасси, колёсных тракторов, а также различных модификаций на их базе и запасных частей к ним. В августе 2003 завод получил название ООО «Завод самоходных шасси».

## История
ХТЗСШ берет свое начало со Сталинградских авторемонтных мастерских (1940), которые через год были реорганизованы в авторемонтный завод. В годы Великой Отечественной войны завод все время «передвигался» на запад страны, а после победы остался на востоке Украины, в Харькове. В течение 1944—1948 годов на нем продолжали ремонтировать автомобильную технику, но поскольку ХТЗ не был на то время полностью восстановлен после войны, на базе авторемонтного завода в 1949 году был создан тракторосборочный завод. В 1947 году февральский пленум Центрального Комитета ВКП (б) принял развернутое поставление «О мерах поднятия уровня сельского хозяйства в послевоенный период». В развитие этого постановления, 15 октября 1949 Совет Министров Союза ССР принял решение о создании на базе Центрального авторемонтного завода Министерства вооруженных сил СССР Харьковского тракторосборочного завода, а совместным постановлением Совета Министров Украинской ССР и КП (б) был переведен под руководство Министерства местной промышленности УССР.
Новообразованный завод специализировался на изготовлении маломощных промышленных машин из деталей, узлов и агрегатов, которые производились на ХТЗ, но постепенно наращивание мощностей и изготовление деталей и узлов началось и на самом ХЗТСШ. Площади завода расширялись благодаря соседним небольшим предприятиям — литейного, кранового оборудования, мыловаренного, а также жилых зданий.
Начиная с 1950 года, одновременно с Харьковским тракторным заводом предприятие занималось производством тракторов ХТЗ-7. Это был универсальный садово-огородный трактор, разработанный конструкторами ХТЗ (прототипом было немецкое самоходное шасси «Ланц Бульдог»). Началась полноценная деятельность предприятия. В связи с реконструкцией и расширением завода, а также увеличением выпуска тракторов ХТЗ-7, постановлением Совета Министров СССР от 16 марта 1951 года и приказом Президиума Верховного Совета СССР от 20 марта 1951 года предприятие было передано в ведение Министерства автотракторной промышленности с непосредственной подчиненностью Главтракторпрому. Структурно, в то время, основу завода составляли два сборочные цеха. В одном из них собирались трактора, а в другом — двигатели. Кроме того, был еще и механический цех, в котором изготавливали детали из черного проката и обрабатывали около 200 наименований чугунных и стальных заготовок. Выпуск тракторов ХТЗ-7 продолжался с 1950 по 1956 года. За это время завод изготовил более чем 37 000 машин, в том числе 3500 больше запланированного количества.
Конструкторы завода вместе со специалистами Научного автотракторного института (НАТИ) (Москва) сконструировали самоходное шасси ДСШ-14.
Начиная с 1956 года завод был полностью перепрофилирован для производства самоходных тракторных шасси. В апреле того же года был начат выпуск тракторного шасси ДСШ-14 и ДСШ-14М.
Взамен модели в 1956 году ДСШ-14 был начат выпуск модели ДВСШ-16. От предшественника ДСШ-14 он отличался более мощным двухцилиндровым двигателем Д-16. Тракторные самоходные шасси ДВСШ-16 выпускались вплоть до 1961 года.
Зимой 1959 года произошло слияние завода с литейно-механическим. В результате на основе дополнительных площадей был создан новый механический цех, который изготовлял задние и передние брусья, корпус дифференциала и другие сложные трудоемкие детали. Предприятие одновременно стало производить трактора, строительные и монтажные краны грузоподъемностью от 3 до 30 т. Выпуск кранов продолжался до 1961 года, когда дальнейшая специализация завода привела к снятию их с производства.
В первые 1959—1965 года, наряду с производством ДВСШ-16, закончились конструкторские работы по созданию гусеничного трактора ДТ-20-В, производство которого было начато в 1960 году. Всего было произведено около 1000 машин.
В июне 1961 года завод начал производство трактора Т-16. Данная модель самоходного шасси стала дальнейшим развитием конструкции ДВСШ-16. Отличительной чертой стала коробка передач, обеспечивающая реверсирование скоростей. Для Т-16 было разработано и выпускалось большое количество сменного оборудования: сенокосилка, стогометатель, малогабаритный погрузчик-экскаватор, самопогрузчик (обеспечивающий погрузку сыпучих и штучных материалов в свой кузов), опрыскиватель, компрессорная станция и др. В 1967 году ему на смену приходит Т-16М, отличающийся более мощным двигателем Д-21А и усовершенствованной конструкцией. Наряду с базовым Т-16М, выпускались и его специализированные модификации: Т-16ММЧ — для работы на чайных плантациях, Т-16МТ — низкоклиренсный для работы в теплицах, Т-16МГ — с грузовой самосвальной платформой. Самоходные шасси пользовались спросом в сельском хозяйстве СССР и экспортировались в другие страны, например Болгарию. Шасси Т-16М и его модификации выпускались заводом до 1995 года.
Приказом Министра тракторного и сельскохозяйственного машиностроения № 172 от 7 мая 1966 года тракторосборочный завод был переименован в Харьковский завод тракторных самоходных шасси.
В апреле 1967 года начато производство новой модели СШ-20.
16 октября 1985 года коллектив предприятия изготовил пятисоттысячное самоходное шасси.
Дальнейшим усовершенствованием конструкций тракторов класса 0,6 т стало самоходное шасси СШ-25 (СШ-2540), на котором установлено двухцилиндровый дизельный двигатель воздушного охлаждения мощностью 25 л. с. и заднюю навесную систему. Выпуск машины начат в 1993 году. В середине 1990-х годов специально для ХЗТСШ СКБ по тракторным самоходным шасси (Харьков) разработало универсальное самоходное шасси СШ-28, а также несколько его модификаций — СШ-28А и СШ-28Т. Также, заводом был разработан малогабаритный трактор АТ-1, унифицированный с Т-16М.
В марте 1993 года решением конференции трудового коллектива и Фонда Госимущества Украины ХЗТСШ становится арендным предприятием, а с января 1996 года — Открытым акционерным обществом. В августе 2003 завод получил название ООО «Завод самоходных шасси». Сейчас предприятие специализируется на выпуске самоходных шасси и тракторов класса 0.6, а также различных модификаций на их базе, запасных и расходных частей к ним. Также заводом был освоен выпуск специализированной техники сельскохозяйственного и коммунально-дорожного назначения на базе самоходных шасси (например, специальную модификацию для возделывания и уборки льна, сеноуборочные агрегаты, навесной фронтальный погрузчик, шасси с самосвальными кузовами и др.).
Базовой моделью является самоходное шасси СШ–2540, на которую устанавливатся дизельный двигатель воздушного охлаждения Д-120 производства Владимирского моторо-тракторного завода. Однако, в виду ограниченных возможностей его поставки завод проводит работы по использованию в сборке двигателей аналогичной мощности типа СМД-1801 производства ХЗТД, а также двигателя 3ТДА производства Завода им. Малышева.

## Продукция
На протяжении всей своей истории Харьковский завод тракторных самоходных шасси выпускал: шасси самоходные и запасные части к ним; строительные и монтажные краны грузоподъемностью от 3 до 30 т; тележки технологические; насосы ручные и ножные; агрегаты транспортные погрузочно-бульдозерные; погрузчики; гидронавесные системы с редуктором; прицепы автомобильные с тентом; веерные грабли.

## Модели самоходных шасси
Проекты разрабатывались в городе Харькове в специальном конструкторском бюро по тракторным самоходным шасси.
- ДСШ-14; (унифицировано с трактором ДТ-14)
- ДВСШ-16; — от ДСШ-14 отличается установкой более мощного двигателя воздушного охлаждения.
- Т-16, Т-16М, Т-16МГ;
- СШ-28, СШ-28А, СШ-28Т;
- СШ-2540, является дальнейшим развитием модели Т-16. Разработана модификация с улучшенной кабиной, унифицированной с трактором ЮМЗ-6.